# Ambulant koningschap

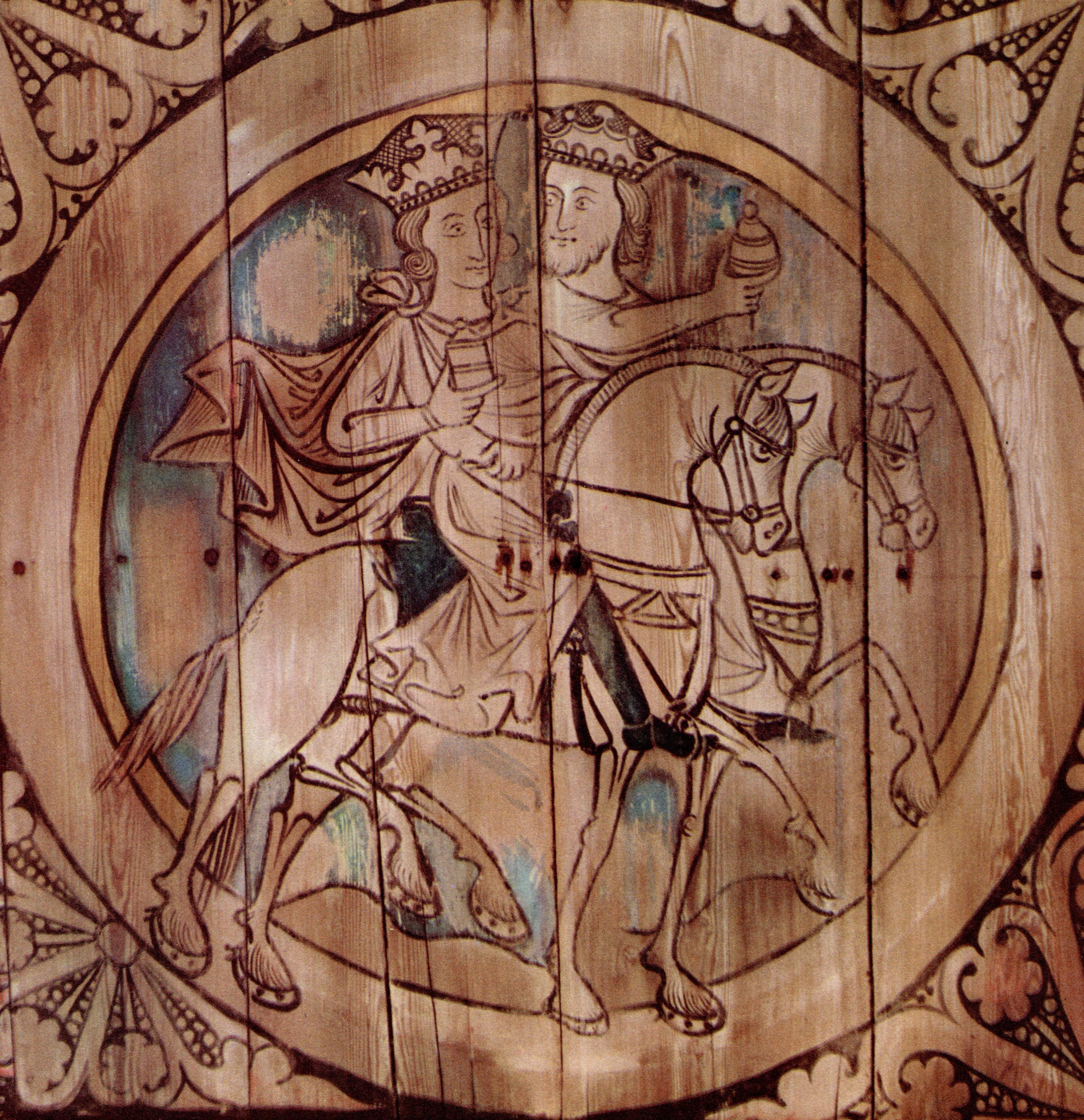
Monarchen op reis, middeleeuws schilderij, Dädesjö kerk, Zweden

Een ambulant koningschap (Latijn ambulare = wandelen) is het verschijnsel van een koning die voortdurend rondreist door zijn rijk om zijn gezag te (be)vestigen. Ambulant betekent zonder vaste verblijfplaats. 
Een koning in de vroege middeleeuwen had slechts gezag over zijn onderdanen voor zover die binnen zijn bereik waren. Van Karel de Grote is bekend dat hij ooit in één jaar (786-787) 3500 kilometer aflegde. Om zijn gezag te bevestigen maakte hij ook gebruik van zendgraven die hij door het rijk zond om het gezag ter plaatse te controleren. Tussen het reizen door verbleef hij in een palts.
Er was ook een financiële reden voor dit 'rondreizend circus'. Aangezien de geldcirculatie in de middeleeuwen vrijwel tot stilstand was gekomen kon de vorst van zijn onderdanen nauwelijks belastingen in valuta innen. Door nu met zijn gehele hofhouding ieder rijksdeel enige tijd te bewonen, dwong hij de bevolking ter plaatse de koninklijke entourage te onderhouden.
Het rondreizend koningschap was een algemeen verschijnsel in de middeleeuwen, bekend van de geschiedenis van de meeste West-Europese koninkrijken. 